# Cacodemonius satanas
Cacodemonius satanas är en spindeldjursart som först beskrevs av With 1908.  Cacodemonius satanas ingår i släktet Cacodemonius och familjen Withiidae. Inga underarter finns listade.